# 崔烈
崔烈（?—192年6月28日），字威考，涿郡安平县（今河北省衡水市安平县）人，崔骃之孙，崔瑗的哥哥崔盘的儿子，东汉末年官员。

## 生平
崔烈在当时的北方非常有名望，历任太守和九卿。汉灵帝时，朝廷打开鸿都门出榜贩卖官爵，三公九卿、州牧郡守下至配铜印黄绶的官位卖价各有等级差别。崔烈当时担任廷尉，通过汉灵帝的保姆程夫人交给朝廷五百万钱，得到了司徒的官职。崔烈拜官的当天，汉灵帝来到屋檐下的平台上，百官全都在场。汉灵帝回头对自己亲近宠信的人说：“我后悔当初没有吝啬点，居然五百万就把司徒卖了，应该是一千万的。”程夫人在旁边回应说：“崔公是冀州的名士，怎么会买官？他靠我得到司徒的官职，反而不知道美吗？”崔烈因此声誉锐减，心境长久不安，他不慌不忙的对儿子崔钧说：“我位居三公，议论的人怎么看？”崔钧说：“父亲大人年轻时就有英名，历任太守和九卿，议论的人不会说您不该担任三公。但如今您担任司徒，天下人都很失望。”崔烈问：“这是为什么？”崔钧答道：“议论的人嫌您有铜臭味。”崔烈大怒，举起拐杖打崔钧。崔钧当时担任虎贲中郎将，头戴武士的帽子，帽子上插着鹖鸟尾毛，狼狈的逃走。崔烈骂着说：“该死的兵卒，父亲打就跑，你这是孝顺吗？”崔钧说：“舜侍奉父亲的时候，挨小拐杖打就接受，挨大拐杖打就逃，并不是不孝顺。”崔烈感到惭愧，就停下来了。
中平二年（185年），当时凉州连年兵战无法平息，崔烈以为应该放弃凉州，灵帝便召集公卿百官商议，议郎傅燮听闻崔烈此言后大声喊道：“只要斩杀了崔司徒，天下就可以安定！”而尚书郎杨赞因此欲以“在朝廷上侮辱大臣”之罪弹劾傅燮。灵帝则问傅燮緣由，傅燮为灵帝分析凉州的重要，并说明一旦放弃凉州将有巨大损失，并言崔烈若不知道其中利害则是其愚昧，如果知道还要建议灵帝放弃凉州则是崔烈的大不忠。灵帝亦认为傅燮所言有理，并听从了他的建议不放弃凉州。
中平六年（189年），十常侍之亂爆發，十常侍殺死大將軍何進，挾持漢少帝劉辯和陳留王劉協至小平津，因見無路可走而投水自盡，從涼州而來的軍閥董卓率先一步找到劉辯與劉協，公卿百官奉北芒阪下迎駕，前任太尉崔烈作為前導，董卓率領步騎兵數千前來，崔烈呵斥董卓避讓，董卓罵崔烈説：「我晝夜三百里來，談什麼避讓，我難道不能砍掉你的腦袋嗎！」
董卓立漢献帝之后，当时任西河郡太守的崔钧与袁绍起兵反董，董卓便将崔烈关进郿县监狱，用银锁铁链禁锢。董卓死后，崔烈回到长安并出任城门校尉。初平三年六月，董卓部将李傕、郭汜、樊稠、张济等人反叛，进攻京城长安城。六月戊午（192年6月28日），李傕攻克长安城，太常种拂、太仆鲁旭、大鸿胪周奂、城门校尉崔烈、越骑校尉王颀都战死了，官吏百姓死了的有一万多人。
崔烈有文学才能，所著的诗歌、文章、教、颂等共有四篇。

## 其他
服虔擅长于《春秋》的研究，准备给此书作注，想参考一些不同的观点。服虔听说崔烈召集门徒讲《春秋》，就隐姓埋名，让崔烈的门徒雇佣自己煮饭。每到崔烈开讲时，服虔就站在墙壁外偷听。服虔不久知道崔烈所讲的不能胜过自己，就和崔烈的学生稍为议论了一下崔烈的长处和不足。崔烈听说后，猜不出这是什么人，但崔烈早就听说过服虔，怀疑是他。第二天早晨，服虔还在睡梦中，崔烈就前往大声呼唤：“子慎！子慎！”服虔被惊醒，不知不觉作了应答。两人从此成了好朋友。

## 家庭

### 子女
- 崔钧，东汉西河郡太守
- 崔州平

## 延伸阅读
[在维基数据编辑]
 《後漢書·卷52》，出自范晔《後漢書》